# Догора (фільм)
«Догора» (яп. 宇宙大怪獣ドゴラ, учу дайкайдзю доґора, «Гігантський космічний монстр Догора») — японський науково-фантастичний кайдзю-фільм 1964 року режисера Ісіро Хонди за сценарієм Йодзіро Окамі та Сін'іті Секідзави. Продюсерами фільму були Ясуйосі Тадзітсу і Томоюкі Танака, а спецефекти зробив Ейдзі Цубурая. У фільмі знімалися Йосуке Нацукі, Хіросі Коідзумі, Нобуо Накамура, Роберт Данем, Акіко Вакабаясі, Юн Тазакі, Сусуму Фудзіта, Сейзабуро Кавазу та Хідейо Амамото. У фільм розповідається про величезну медузоподібну істоту з космосу, яка атакує Японію.
У театрах Японії фільм вийшов 11 серпня 1964 року. Пізніше фільм вийшов безпосередньо на американські телеекрани в 1966 році компанією American International Television під назвою «Дагора, космічний монстр».

## Сюжет
На орбіті Землі кілька TV-супутників безслідно зникає, а пізніше на Землі невідомі космічні клітини поїдають діаманти. Тим часом інспектор Комаі досліджує ці дивні події. Він вирушає до кристалографа доктора Мунакати. Тим часом грабіжник алмазів Марк Джексон пробирається в дім доктора, краде діаманти і погрожує йому пістолетом. Побачивши інспектора Комаі, він вдаряє його по голові і втікає. Пізніше його хапають інші грабіжники і допитують. Комаі приходить в себе і дізнається, що діаманти, які вкрав Марк Джексон, несправжні.
Грабіжники також дізнаються, що діаманти, які вкрав Марк Джексон, несправжні. Марку Джексону вдається втекти. Пізніше грабіжники дізнаються про партію діамантів, яка незабаром прибуде до Йокогами. Інспектор Комаі, Масайо (асистентка доктора Мунакати) та її брат Кіріно стають свідками того, як щось підіймає і з'їдає машину з вугіллям з сусіднього заводу. Тим часом грабіжники, які переслідували машину з діамантами, стають свідками того, як та ж невідома сила підіймає у повітря машину, а пізніше кидає її. Також вони виявляють, що машина перевозила не діаманти, а цукерки.
Інспектор Комаі розповідає поліції про істоту, яка підійняла машину з вугіллям у повітря, але ніхто йому не вірить. Масайо дзвонить йому і каже, що Марк Джексон знаходиться в будинку доктора Мунакати. Поліція оточує будинок, але Джексон розповідає, що насправді є агентом під прикриттям. Приходить брат Масайо і каже, що ООН повідомили про те, що монстр, який поїдає вугілля і діаманти — це гігантська космічна клітина. Раптом з'являється Догора і з'їдає сейф з діамантами доктора Мунакати.
Доктор Мунаката прибуває на місце, де, як він думає, з'явиться Догора. Догора дійсно з'являється, але на неї нападають оси, і деякі частини тіла Догори кристалізуються і падають.
Ввечері людей, які проживають біля затоки Докайван, евакуюють. З'являється Догора, і армія атакує її, але безрезультатно. Однак розпочинається виробництво зброї з отрути ос, яка здатна кристалізувати Догору.
Бандити вистежують Марка Джексона і інспектора Комаі і зв'язують їх, але їм вдається розв'язатися. Вони переслідують грабіжників до пляжу. Тим часом військові стріляють в Догору штучною отрутою оси. Догора кристалізується, і частини її тіла падають на грабіжників.

## Кайдзю
- Догора

## В ролях
- Йосуке Нацукі — інспектор Комаі[1]
- Роберт Данхем — Марк Джексон[1]
- Нобуо Накамура — доктор Мунаката[1]
- Хіросі Коідзумі — Кіріно[1]
- Йоко Фудзіяма — Масайо Кіріно[1]
- Акіко Вакабаясі — грабіжниця Хацуі Хамако[1]
- Сусуму Фудзіта — генерал Іваса[1]
- Сейзабуро Кавазу — бос грабіжників
- Йосіфумі Тадзіма — грабіжник Зеніті Тада[1]
- Хідейо Амамото — грабіжник Джо Макі[1]
- Харуя Катоу — грабіжник Сабу
- Юн Тазакі — головний інспектор[1]
- Юн Фунадо — інспектор Нітта
- Надао Кіріно — грабіжник Ген
- Акіра Вакамацу — грабіжник Пін

## Виробництво
Цей фільм є незвичайним як для кайдзю-фільму студії Toho тим, що титульний монстр у фільмі не є антропоморфним і не зображений людиною у костюмі. Для сцен із Догорою ляльку розміщували в басейн із водою, а люди керували нею за допомогою дротів, створюючи враження літаючої медузи.
Спочатку фільм називався «Космічний монстр» (яп. スペース・モンス, супесу монсу) і повинен був вийти в 1962 році. Назва монстра була змінена «Дагора» для показу фільму на американському телебаченні.
Рев Догори пізніше був повторно використаний для монстра Бултона в 17 епізоді телесеріалу «Ультрамен» (1966).
Також планувалося зняти створити серію фільмів про секретного агента Марка Джексона з Робертом Данхемом у головній ролі, однак пізніше ця ідея була скасована.